# Дуйсбургский шлюз

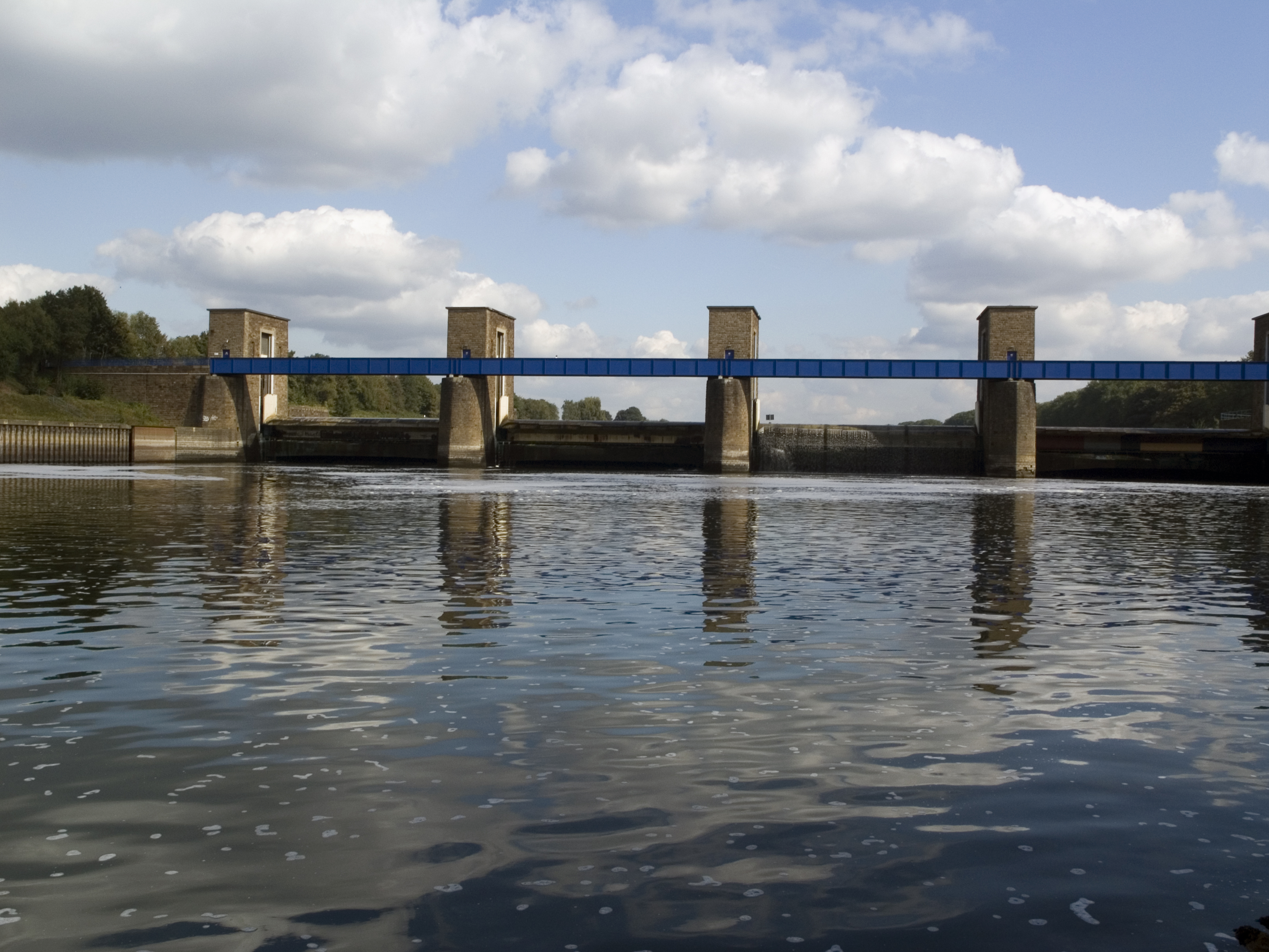
Дуйсбургский шлюз

Дуйсбургский шлюз (нем. Ruhrschleuse Duisburg) — последний шлюз на реке Рур, в 2,5 км от её впадения в Рейн. Расположен между районами Рурорт (Ruhrort) и Касслерфелд (Kaßlerfeld) немецкого города Дуйсбург (федеральная земля Северный Рейн — Вестфалия). Шлюз и водохранилище построены в 1942—1956 годах.

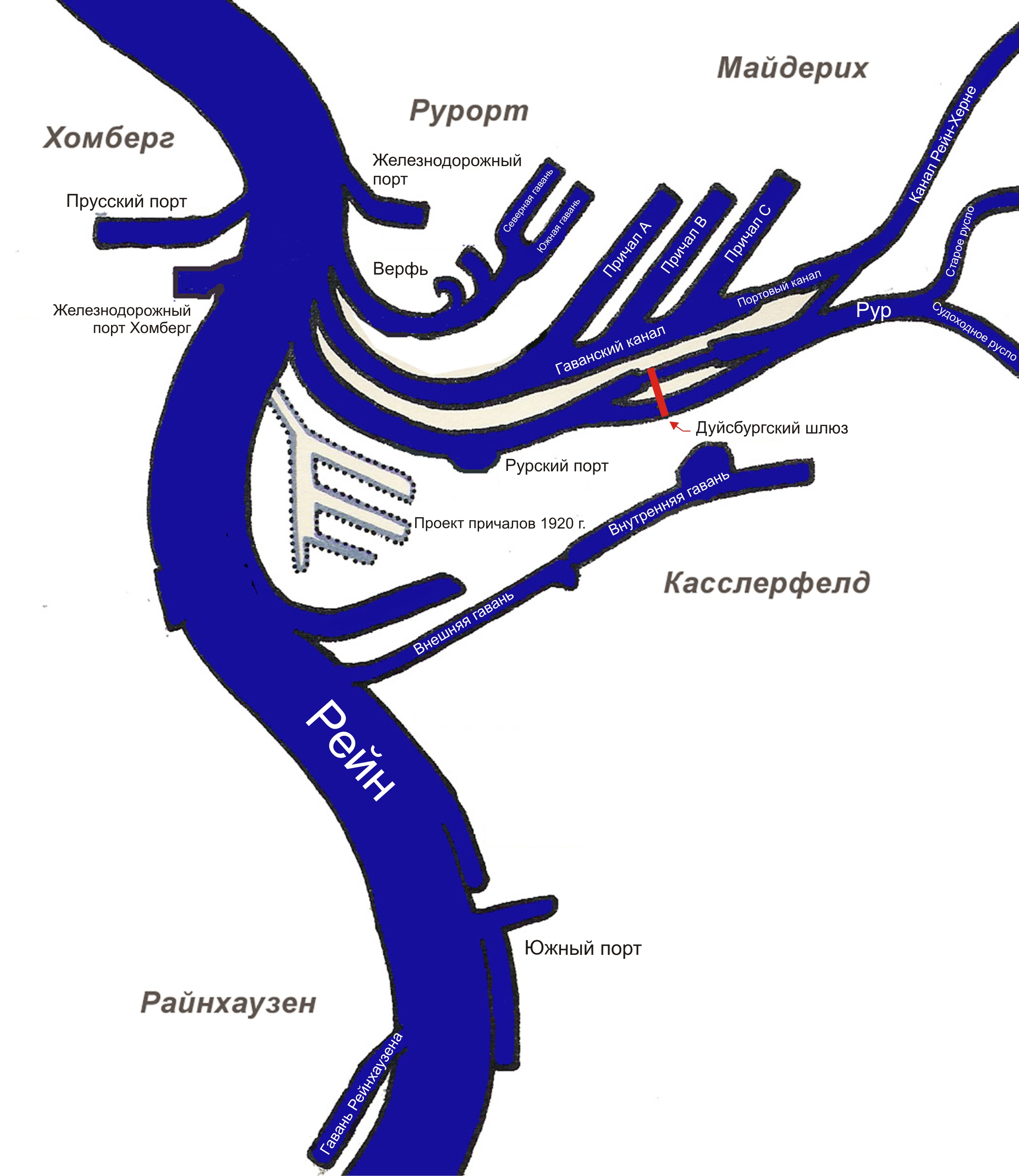
Схема водных путей Дуйсбурга

## Технические характеристики[1]
- Количество шлюзовых камер — 1
- Длина — 311 м
- Ширина — 12,8 м
- Высота верхнего бьефа над уровнем моря  — 25 м
- Перепад высот — 7,3 м
- Тип ворот — выдвижные

## Галерея

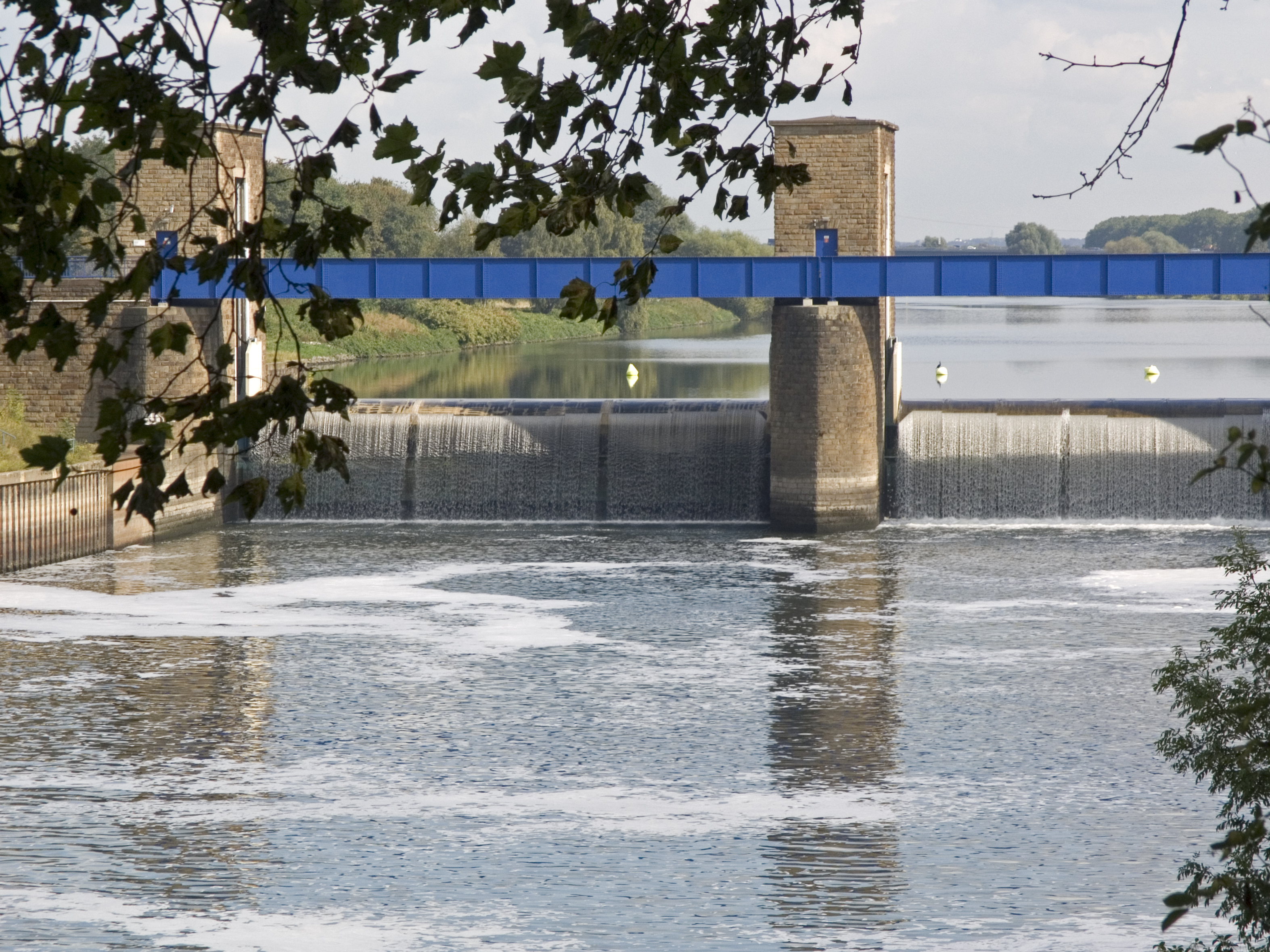
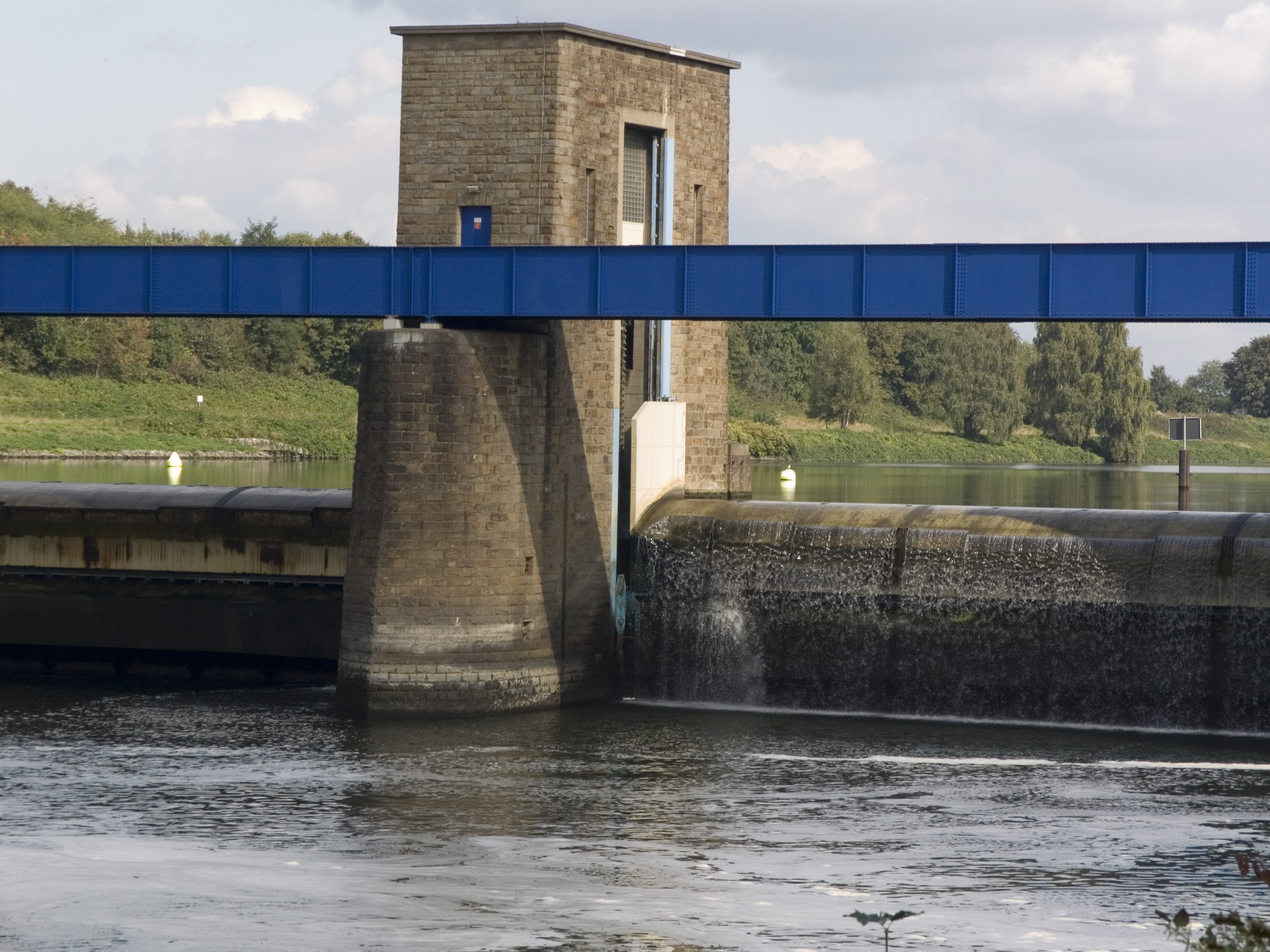
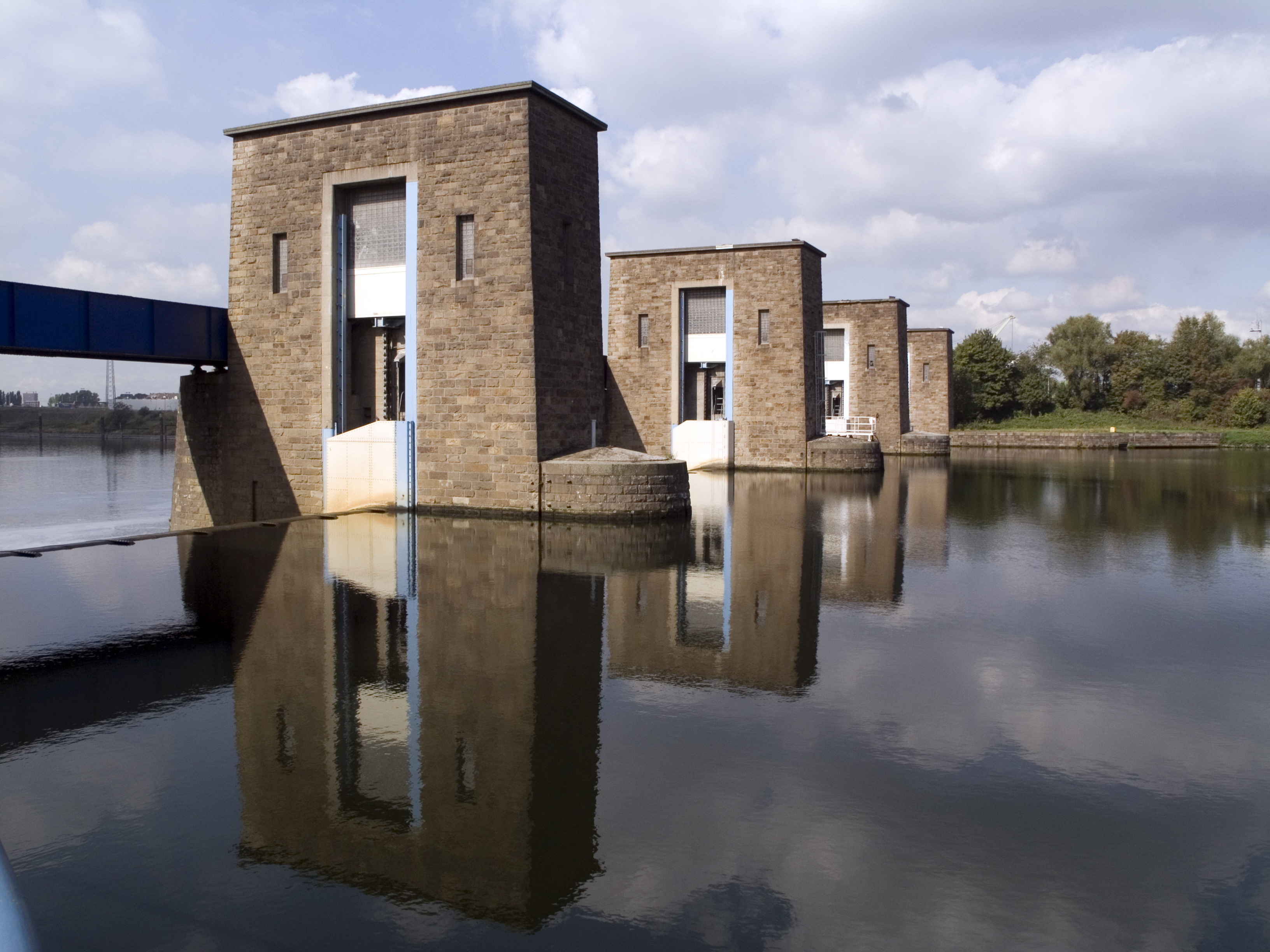
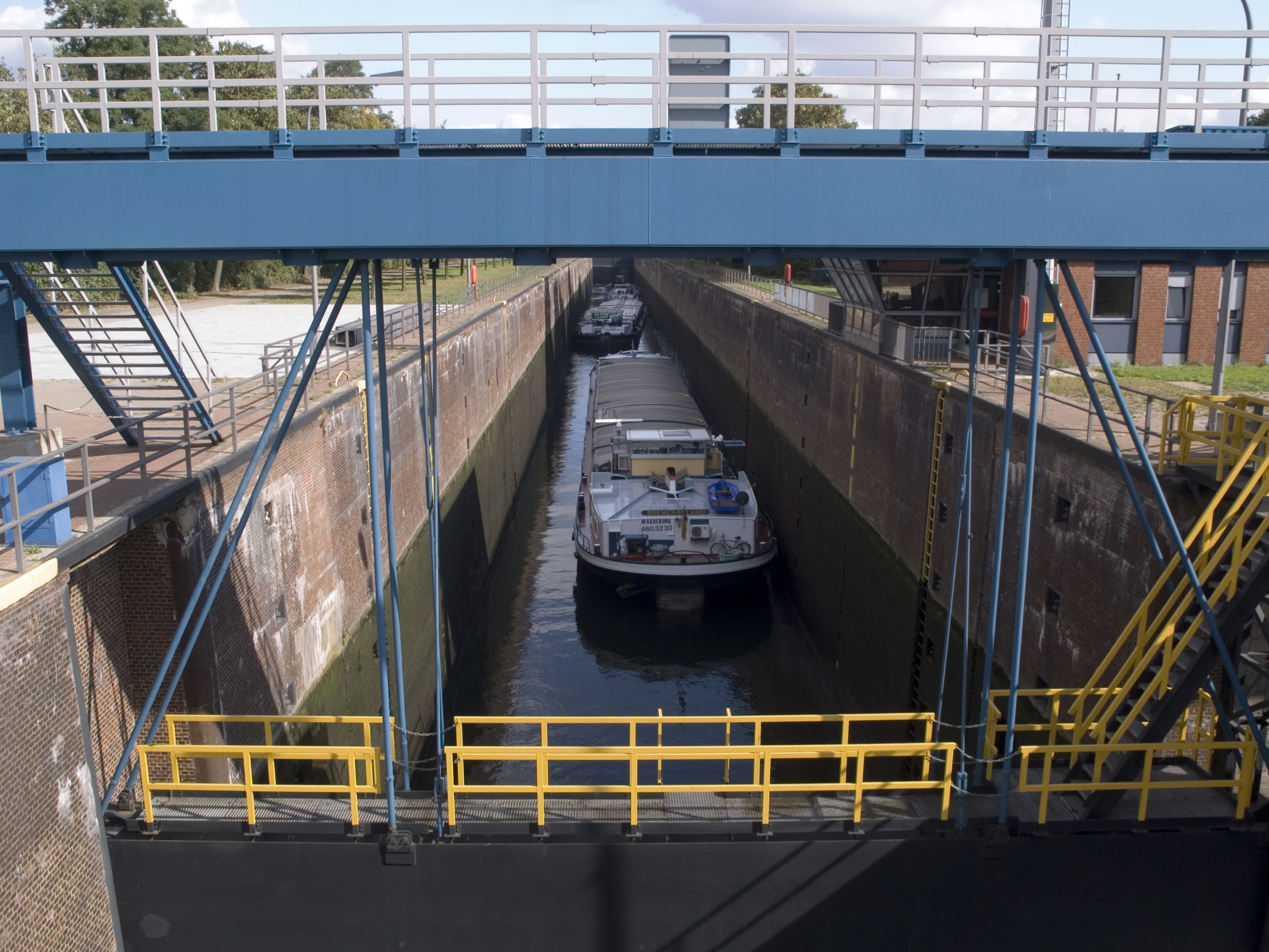